# Квилу (река)
Кви́лу (Куилу; фр. Kwilu, порт. Cuílo) — река в Центральной Африке. Протекает по территории Анголы и Демократической Республики Конго, пересекая их границу в среднем течении. Правый приток нижней Кванго, относящейся к бассейну Конго.
Длина реки составляет около 1050 км.
Начинается на плато Лунда около Алту-Шикапы на юго-западе провинции Южная Лунда в северо-восточной части Анголы. Течёт преимущественно на север, в низовье — на северо-запад. Впадает в приустьевой участок реки Кванго выше города Бандунду на западе Демократической Республики Конго.